# Juan Izquierdo Alcaide
Juan Izquierdo Alcaide (Liria, 1867 - Valencia, 1958) fue un terrateniente, abogado, periodista y político de la Comunidad Valenciana, España, hermano de Teodoro Izquierdo y de Vicente Izquierdo. Estudió Derecho en la Universidad de Valencia y trabajó como periodista en El Noticiero. Después se afilió al Partido Liberal, con el que fue diputado provincial por el distrito de Liria-Sagunto de 1898 a 1903 y vicepresidente en 1903. 
Hacia el año 1904, estando en todo su apogeo el Partido Liberal, instaló en la Plaza Mayor de Liria el Casino del Partido Liberal, al que la gente denominaba Casino Nuevo o Casino de Izquierdo. Su salón ostentaba lienzos murales de Fillol. Estando operativo este casino hasta que sobrevino la dictadura del general Primo de Rivera en 1923. 
Fue consejero fundador de la empresa Transmediterránea, naviera española constituida el 25 de noviembre de 1916. Y también fue consejero de la Unión Naval de Levante (Astilleros de Valencia). Fue Vicepresidente en el Comité Ejecutivo de la Exposición Regional de Valencia de 1909
Posteriormente se integró en la corriente dirigida por el conde de Romanones, y fue elegido diputado al Congreso por el distrito electoral de Liria en las elecciones generales de 1916, 1918, 1919, 1920 y 1923.
Su carrera profesional culminó en el periodo inmediatamente posterior al golpe de Estado de Primo de Rivera, cuando llegó a ocupar uno de los más altos cargos de la administración estatal, la dirección general de Prisiones.